# Bio-informaticien
 (septembre 2014).
Si vous disposez d'ouvrages ou d'articles de référence ou si vous connaissez des sites web de qualité traitant du thème abordé ici, merci de compléter l'article en donnant les références utiles à sa vérifiabilité et en les liant à la section « Notes et références ».
Un bioinformaticien a des compétences en biologie, tout en maîtrisant l'informatique. Par ses travaux sur ordinateur, il aide et accompagne les autres  biologistes dans la recherche de nouveaux traitements, l'analyse de molécules, de gènes ou des mécanismes de lutte contre les bactéries ou autres pathogènes. Pour cela, il analyse des données biologiques et construit des logiciels.
Il sait également utiliser les outils informatiques à des fins d'analyse, par exemple pour identifier la fonction de gènes. Un bioinformaticien a la possibilité de travailler dans des centres de recherche, dans l'industrie pharmaceutique, agroalimentaire ou encore dans les sociétés de biotechnologies végétales.

## Formation
Un bioinformaticien a acquis une formation spécifique qui peut être une licence, un master, un diplôme d'ingénieur ou un doctorat avec une spécialité de bioinformatique.